# Tanacu
Tanacu é uma comuna romena localizada no distrito de Vaslui, na região de Moldávia. A comuna possui uma área de 62.11 km² e sua população era de 2337 habitantes segundo o censo de 2007.